# Атлантика (континент)

Атлантика около 2 млрд лет назад. Архейские кратоны помечены серым цветом.

Атла́нтика (греч. Ατλαντικα) — гипотетический древний континент, образовавшийся в протерозое около 2 млрд лет назад из различных платформ, расположенных на территории современной Западной Африки и Восточной Южной Америки. Имя было предложено Rogers в 1996 и происходит от Атлантического океана, разделяющего Южную Америку и Африку.
Согласно Rogers, 1996, континент сформировался синхронно с континентом Нена около 1,9 млрд лет назад из архейских кратонов, в том числе современных Амазонии в Южной Америке, Конго в Западной Африке и североафриканских кратонов в Африке.
Атлантика отделилась от континента Нена между 1,6-1,4 млрд лет назад, когда Нуна — суперконтинент, состоявший из Ура, Арктики, Нены и Атлантики — распался.

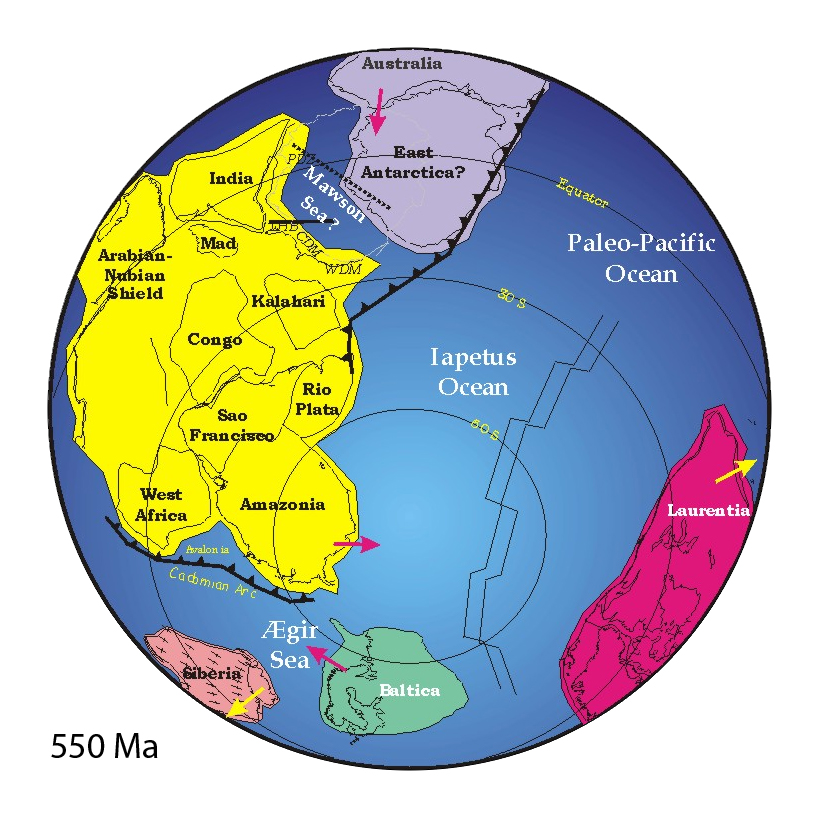
Реконструкция Земли 550 млн лет назад показывает кратоны Атлантики, формирующие Западную Гондвану

Около 1 млрд лет назад, вместе с континентами Нена и Ур и небольшими платформами, Атлантика сформировала суперконтинент Родиния. Рифтогенез Родинии между 1,0-0,5 млрд лет привёл к формированию трёх новых континентов: Лавразии и Восточной и Западной Гондван, причём Атлантика стала ядром последнего. На этом позднем этапе, в неопротерозойской эпохе, была сформирована бразильско-панафриканская орогенная система. Центральная часть этой системы, Арасуаи-западное Конго, оставила особый характер деформаций, все ещё присутствующий с обеих сторон Атлантики.